# IWAS World Games

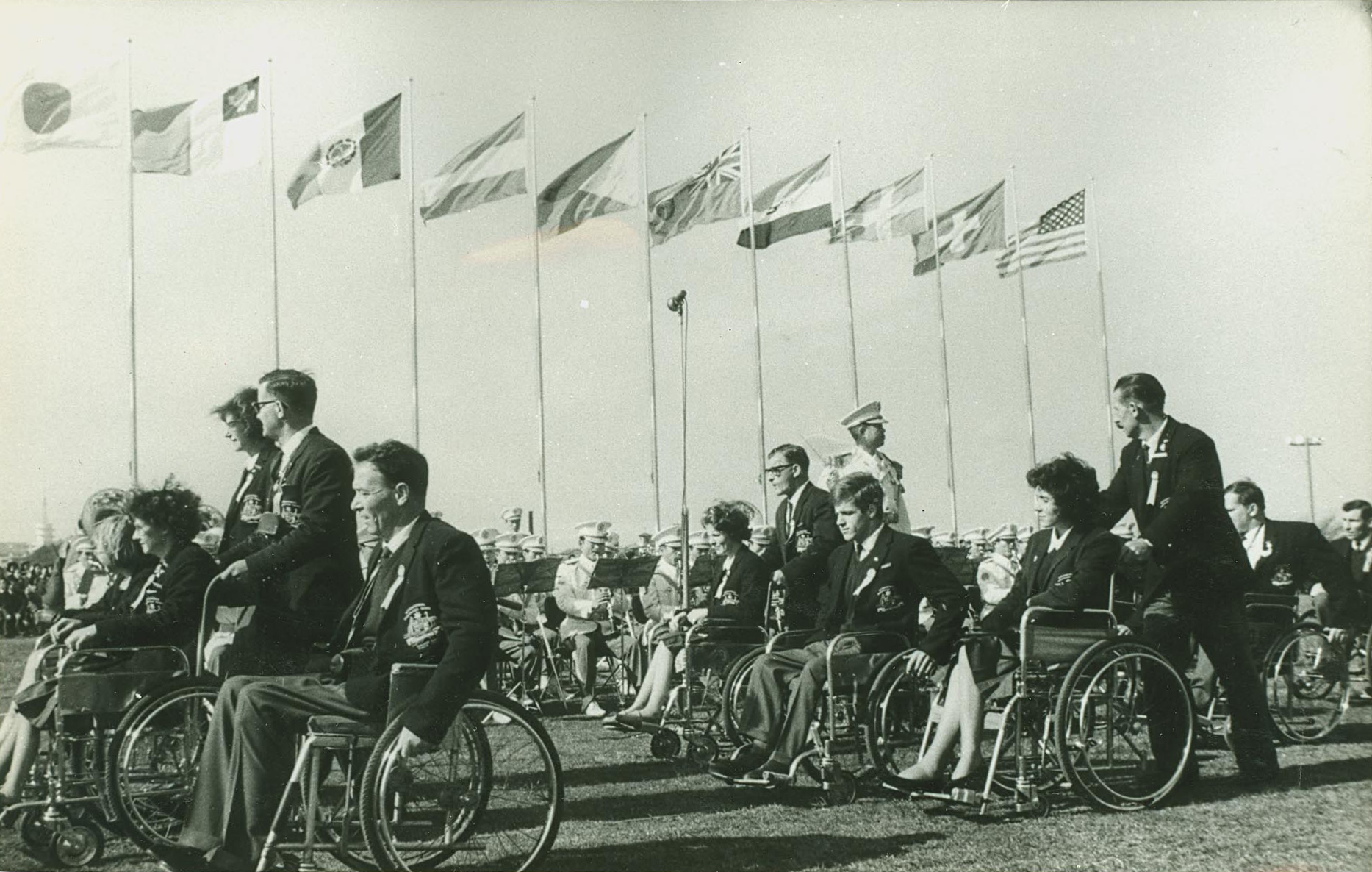
Eröffnungsfeier der Spiele 1964 in Tokio.

Die International Wheelchair and Amputee Sports World Games – kurz IWAS World Games – sind die größte internationale Sportveranstaltung im Behindertensport, die von der IWAS Federation ausgerichtet werden. Die IWAS World Games und die Paralympischen Spiele besitzen dieselbe sporthistorische Wurzel.

## Die Idee
Die IWAS World Games stehen unter dem Motto Einigkeit, Freundschaft und sportliche Fairness. Die in vorolympischen Jahren ausgetragenen Wettkämpfe dienen heute gleichzeitig der Qualifikation für die Paralympics und – im Land der kommenden Olympischen bzw. Paralympischen Spiele ausgetragen – der Sensibilisierung der Menschen für die paralympische Bewegung und die Belange des Behindertensports.

## Geschichte
Der Vorläufer der IWAS World Games – wie auch der der Paralympischen Spiele – fand von 1948 bis 1995 unter dem Namen International Stoke Mandeville Games statt, ab 1997 unter dem Namen World Wheelchair Games und ab 2003 als World Wheelchair and Amputee Games. Früher jährlich ausgetragen, finden sie seit 2008 in zweijährlichem Rhythmus statt.
Als Begründer gilt der deutsch-britische Neurologe Sir Ludwig Guttmann, der parallel zu den Olympischen Sommerspielen 1948 in London Sportwettbewerbe für Kriegsversehrte in der von ihm geleiteten Rehabilitationsklinik in Stoke Mandeville, Großbritannien veranstaltete. 1952 nahmen auch Behindertensportler aus den Niederlanden teil – der erste Schritt zum internationalen Sportereignis war vollzogen.
Die 9. Stoke Mandeville Games wurden 1960 erstmals am gleichen Ort der in diesem Jahr in Rom ausgetragenen Olympischen Sommerspiele abgehalten. Sie werden im Nachhinein als die ersten Paralympischen Spiele gewertet.
Während über die Jahre in die Paralympischen Spiele zunehmend mehr Behindertengruppen einbezogen wurden, blieben die Stoke Mandeville Games auch weiterhin eine Sportveranstaltung für Rollstuhlfahrer. Austragungsort der von der International Stoke Mandeville Wheelchair Sports Federation (ISMWSF) organisierten Wettkämpfe für viele Jahre blieb Stoke Mandeville.
2003 wurden erstmals die Stoke Mandeville Games zusammen mit Wettbewerben der International Sports Organization for the Disabled (ISO) ausgetragen. Veranstaltungsort war Christchurch in Neuseeland. 2004 schlossen sich die ISMWSF und die ISO zur International Wheelchair and Amputee Sports Federation (IWAS) zusammen. Die ersten gemeinsamen Spiele für Körperbehinderte verschiedenster Art fanden 2005 unter dem Namen IWAS World Wheelchair and Amputee Sports World Game in Rio de Janeiro statt.

## Sportarten
1948 zunächst auf das Bogenschießen für Querschnittgelähmte beschränkt, erweiterte sich die Palette der Sportarten über die Jahre auf Leichtathletik, Gewichtheben, Schießen, Schwimmen, Tischtennis, Rollstuhlrennen, Rollstuhlrugby und Rollstuhlvolleyball oder Amputiertenradrennen und Amputiertenfußball sowie um Wettkampfklassen für Sehbehinderte. Die Wettkämpfe werden in verschiedenen Handicap-Klassen gemäß internationalen Reglements ausgetragen.

## Spiele, Jahre, Austragungsorte
| Jahr | Name der Veranstaltung                                                                      | Gastgeber                            |
| ---- | ------------------------------------------------------------------------------------------- | ------------------------------------ |
| 1948 | Stoke Mandeville Games for the Paralysed                                                    | Stoke Mandeville                     |
| 1949 | Stoke Mandeville Games                                                                      | Stoke Mandeville                     |
| 1950 | Stoke Mandeville Games                                                                      | Stoke Mandeville                     |
| 1951 | Stoke Mandeville Games                                                                      | Stoke Mandeville                     |
| 1952 | 1. Internationale Stoke Mandeville Games                                                    | Stoke Mandeville                     |
| 1953 | 2. Internationale Stoke Mandeville Games                                                    | Stoke Mandeville                     |
| 1954 | 3. Internationale Stoke Mandeville Games                                                    | Stoke Mandeville                     |
| 1955 | 4. Internationale Stoke Mandeville Games                                                    | Stoke Mandeville                     |
| 1956 | 5. Internationale Stoke Mandeville Games                                                    | Stoke Mandeville                     |
| 1957 | 6. Internationale Stoke Mandeville Games                                                    | Stoke Mandeville                     |
| 1958 | 7. Internationale Stoke Mandeville Games                                                    | Stoke Mandeville                     |
| 1959 | 8. Internationale Stoke Mandeville Games                                                    | Stoke Mandeville                     |
| 1960 | 9. Internationale Stoke Mandeville Games. Heute als 1. Sommer-Paralympics 1960 bezeichnet.  | Rom                                  |
| 1961 | 10. Internationale Stoke Mandeville Games                                                   |                                      |
| 1962 | 11. Internationale Stoke Mandeville Games                                                   |                                      |
| 1963 | 12. Internationale Stoke Mandeville Games                                                   |                                      |
| 1964 | 13. Internationale Stoke Mandeville Games. Heute als 2. Sommer-Paralympics 1964 bezeichnet. | Tokio                                |
| 1965 | 14. Internationale Stoke Mandeville Games                                                   |                                      |
| 1966 | 15. Internationale Stoke Mandeville Games                                                   |                                      |
| 1967 | 16. Internationale Stoke Mandeville Games                                                   |                                      |
| 1968 | 17. Internationale Stoke Mandeville Games. Heute als 3. Sommer-Paralympics 1968 bezeichnet. | Tel Aviv                             |
| 1969 | 18. Internationale Stoke Mandeville Games                                                   |                                      |
| 1970 | 19. Internationale Stoke Mandeville Games                                                   |                                      |
| 1971 | 20. Internationale Stoke Mandeville Games                                                   |                                      |
| 1972 | 21. Internationale Stoke Mandeville Games. Heute als 4. Sommer-Paralympics 1972 bezeichnet. | Heidelberg                           |
| 1973 | 22. Internationale Stoke Mandeville Games                                                   |                                      |
| 1974 | 23. Internationale Stoke Mandeville Games                                                   |                                      |
| 1975 | 24. Internationale Stoke Mandeville Games                                                   |                                      |
| 1976 | 5. Sommer-Paralympics 1976                                                                  | Toronto                              |
| 1977 | 25. Internationale Stoke Mandeville Games                                                   |                                      |
| 1978 | 26. Internationale Stoke Mandeville Games                                                   |                                      |
| 1979 | 27. Internationale Stoke Mandeville Games                                                   |                                      |
| 1980 | 6. Sommer-Paralympics 1980                                                                  | Arnheim                              |
| 1981 | 28. Internationale Stoke Mandeville Games                                                   |                                      |
| 1982 | 29. Internationale Stoke Mandeville Games                                                   |                                      |
| 1983 | 30. Internationale Stoke Mandeville Games                                                   |                                      |
| 1984 | 7. Sommer-Paralympics 1984                                                                  | Hempstead, New York Stoke Mandeville |
| 1985 | 31. Internationale Stoke Mandeville Games                                                   |                                      |
| 1986 | 32. Internationale Stoke Mandeville Games                                                   |                                      |
| 1987 | 33. Internationale Stoke Mandeville Games                                                   |                                      |
| 1988 | 8. Sommer-Paralympics 1988                                                                  | Seoul                                |
| 1989 | 34. Internationale Stoke Mandeville Games                                                   |                                      |
| 1990 | 35. Internationale Stoke Mandeville Games                                                   |                                      |
| 1991 | 36. Internationale Stoke Mandeville Games                                                   |                                      |
| 1992 | 9. Sommer-Paralympics 1992                                                                  | Barcelona                            |
| 1993 | 37. Internationale Stoke Mandeville Games                                                   |                                      |
| 1994 | 38. Internationale Stoke Mandeville Games                                                   |                                      |
| 1995 | 39. Internationale Stoke Mandeville Games                                                   |                                      |
| 1996 | 10. Sommer-Paralympics 1996                                                                 | Atlanta                              |

Ab 1997 wurde die Veranstaltung der IWAS in World Wheelchair Games umbenannt.
| Jahr | Datum                      | Name der Veranstaltung             | Gastgeber                  |
| ---- | -------------------------- | ---------------------------------- | -------------------------- |
| 1997 |                            | World Wheelchair Games             |                            |
| 1998 |                            | World Wheelchair Games             |                            |
| 1999 |                            | World Wheelchair Games             | Christchurch               |
| 2000 |                            | 11. Sommer-Paralympics 2000        | Sydney                     |
| 2001 |                            | World Wheelchair Games             |                            |
| 2002 |                            | World Wheelchair Games             |                            |
| 2003 |                            | World Wheelchair Games             | Christchurch               |
| 2004 |                            | 12. Sommer-Paralympics 2004        | Athen                      |
| 2005 |                            | World Wheelchair and Amputee Games | Rio de Janeiro             |
| 2006 |                            | World Wheelchair and Amputee Games | Bangalore                  |
| 2007 | 9.–19. September           | World Wheelchair and Amputee Games | Taipeh                     |
| 2008 | 6.–17. September           | 13. Sommer-Paralympics 2008        | Peking                     |
| 2009 | 24. November – 1. Dezember | IWAS World Games                   | Bangalore                  |
| 2011 | 1.–6. Dezember             | IWAS World Games                   | Schardscha                 |
| 2012 | 29. August – 9. September  | 14. Sommer-Paralympics 2012        | London                     |
| 2013 | 14.–22. September          | IWAS World Games                   | Stadskanaal                |
| 2015 | 26. September – 3. Oktober | IWAS World Games                   | Sotschi                    |
| 2016 | 7.–18. September           | 15. Sommer-Paralympics 2016        | Rio de Janeiro             |
| 2017 | 30. November – 6. Dezember | IWAS World Games                   | Vila Real de Santo António |
| 2018 | –                          | IWAS World Games                   | nicht vergeben             |
| 2019 | 10.–17. Februar            | IWAS World Games (Ergebnisse)      | Schardscha                 |
| 2020 | verschoben auf 2021        | 16. Sommer-Paralympics 2020        | Tokio                      |
| 2021 | abgesagt                   | IWAS World Games                   | Vila Real de Santo António |
| 2024 | 28. August – 9. September  | 17. Sommer-Paralympics 2024        | Paris                      |

## IWAS World Junior Games / IWAS U23 World Games / IWAS Youth World Games
Seit einigen Jahren werden durch die IWAS Federation zusätzlich auch Juniorenwettkämpfe ausgetragen, die bis 2015 IWAS World Junior Games hießen. Seit 2016 heißen sie IWAS Under 23 World Games und werden nur noch in Jahren mit geraden Zahlen ausgetragen.
| Nr. | Jahr | Datum              | Ort              | Austragungsstätte         | Ergebnisse |
| --- | ---- | ------------------ | ---------------- | ------------------------- | --- |
| 1.  | 2005 | 6./7. Juli         | Stoke Mandeville | Stadion                   | Result list |
| 2.  | 2006 | 14.–16. Juli       | Dublin           | Stadion                   | Result list |
| 3.  | 2007 | 4.–6. April        | Ekurhuleni       | Germiston Sports Precinct | Result list |
| 4.  | 2008 | 18.–27. Juli       | Piscataway       |                           | Results |
| 5.  | 2009 | 16.–19. Juli       | Nottwil          | SPZ Nottwil               | Results and World Records, Medal Table |
| 6.  | 2010 | 19.–26. August     | Olomouc          |                           | Athletics Results, Swimming Results, Medal Standings |
| 7.  | 2011 | 14.–21. April      | Dubai            |                           | Result List (Leichtathletik), Powerlifting Results, Medal Overview |
| 8.  | 2012 | 19.–21. Juli       | Olomouc          |                           | Results, World Records (Leichtathletik) |
| 9.  | 2013 | 6.–14. August      | Mayagüez         | Central American Stadium  | Result list (Leichtathletik), Schwimmen, Bogenschießen, Paratriathlon, Records set |
| 10. | 2014 | 3.–7. August       | Stoke Mandeville |                           | Results |
| 11. | 2015 | 2. – 8. Juli       | Stadskanaal      | Sportpark Stadskanaal     | Ergebnisliste (Leichtathletik), Swimming Day 1, Swimming Day 2 |
| 12. | 2016 | 29. Juni – 3. Juli | Prag             |                           | Results (Leichtathletik), Schwimmen: Tag 1, Session 1, Tag 1, Session 2, Tag 2, Session 1, Tag 2, Session 2, Tischtennis: Session 1, Session 2, Finale, Rollstuhlfechten: Session 1, Session 2 |
| 13. | 2018 | 2. – 5. Juli       | Athlone          |                           | Results book (pdf 2,1 MB) |